# Austrophilus terraereginae
Austrophilus terraereginae är en tvåvingeart som först beskrevs av Ferguson 1926.  Austrophilus terraereginae ingår i släktet Austrophilus och familjen blomflugor. Inga underarter finns listade i Catalogue of Life.